# Telefonröstning
Telefonröstning är ett tillvägagångssätt när man vill fatta beslut. Processen går ut på att den som vill lägga en röst eller flera ringer ett telefonnummer bundet till sitt val. Varje val har olika nummer. Telefonröstning används ofta i TV-program som Let's Dance, Kristallen och Melodifestivalen.

## SMS-röstning
SMS-röstning är ett nyare röstningsalternativ som fungerar precis som en telefonröst. Den enda skillnaden är att SMS-röstningen endast har ett nummer dit man skickar sitt SMS. Istället skrivs alternativet man vill rösta på i SMS:et. Med hjälp av en SMSometer räknas rösterna helt automatiskt i realtid och resultatet visas i ett diagram, som kan läggas in i en extern webbsida.